# Monaeses jabalpurensis
Monaeses jabalpurensis is een spinnensoort in de taxonomische indeling van de krabspinnen (Thomisidae).
Het dier behoort tot het geslacht Monaeses. De wetenschappelijke naam van de soort werd voor het eerst geldig gepubliceerd in 1992 door Pawan U. Gajbe & Rane.